# 海利根港
海利根港（發音：[haɪlɪɡn̩ˈhaːfn̩] ⓘ）是德国石勒苏益格-荷尔斯泰因州东荷尔斯泰因县的城市，面积18.32平方千米，2023年12月31日人口为9,373人。